# Elecciones municipales de 2019 en Mejorada del Campo
Las elecciones municipales de 2019 fueron celebradas en Mejorada del Campo el domingo 26 de mayo, de acuerdo con el Real Decreto de convocatoria de elecciones locales en España dispuesto el 1 de abril de 2019 y publicado en el Boletín Oficial del Estado el día 2 de abril. Resultaron elegidos  los 21 concejales del pleno del Ayuntamiento de Mejorada del Campo, a través de un sistema proporcional (método d'Hondt), con listas cerradas y un umbral electoral del 5 %.

## Resultados
Tras las elecciones, el PSOE se proclamó ganador con 10 escaños, tres más que en la anterior legislatura; el PP sumó un escaño más, obteniendo 3 escaños; Ciudadanos irrumpió con 3 escaños; la unión de Podemos con Mejoremos consiguió 2 escaños, tres menos que los conseguidos por Mejoremos en la anterior legislatura; Unión Progreso y Democracia perdió uno de sus dos escaños en la anterior legislatura, siendo Mejorada del Campo el único municipio español con un concejal del partido magenta y Vox y Más Madrid-Izquierda Unida irrumpieron por primera vez en el consistorio con un escaño cada uno.
| Candidatura                   | Candidatura                                     | Candidato                         | Votos  | %                                       | Escaños                                 |
| ----------------------------- | ----------------------------------------------- | --------------------------------- | ------ | --------------------------------------- | --------------------------------------- |
|                               | Partido Socialista Obrero Español (PSOE)        | Jorge Capa Carralero              | 4096   | 40,28                                   | 10                                      |
|                               | Partido Popular (PP)                            | José Ángel Parrilla Molero        | 1486   | 14,61                                   | 3                                       |
|                               | Ciudadanos-Partido de la Ciudadanía (Cs)        | Begoña Gutiérrez Paloma           | 1237   | 12,16                                   | 3                                       |
|                               | Podemos-Mejoremos-Equo (Podemos-Mejoremos-Equo) | Beatriz Hernando Guajardo-Fajardo | 1179   | 11,59                                   | 2                                       |
|                               | Vox                                             | José María Chamorro Quijorna      | 790    | 7,77                                    | 1                                       |
|                               | Unión Progreso y Democracia (UPYD)              | Luis Manuel Polanco Zurrón        | 737    | 7,25                                    | 1                                       |
|                               | Más Madrid-Izquierda Unida                      | Montserrat García Naranjo         | 526    | 5,17                                    | 1                                       |
| Partido Integración Ciudadana | Partido Integración Ciudadana                   | Hilario Vargas Concepción         | 34     | 0,33                                    | 0                                       |
| Votos en blanco               | Votos en blanco                                 | Votos en blanco                   | 84     | 0.83                                    | n/a                                     |
| Votos válidos                 | Votos válidos                                   | Votos válidos                     | 10.085 | 100,00                                  | 21                                      |
| Votos nulos                   | Votos nulos                                     | Votos nulos                       | 90     | Participación: · \| \| 62,49 % \| 0,08% | Participación: · \| \| 62,49 % \| 0,08% |
| Votantes                      | Votantes                                        | Votantes                          | 10.259 | Participación: · \| \| 62,49 % \| 0,08% | Participación: · \| \| 62,49 % \| 0,08% |
| Electores                     | Electores                                       | Electores                         | 16.418 | Participación: · \| \| 62,49 % \| 0,08% | Participación: · \| \| 62,49 % \| 0,08% |
|                               | 62,49 %                                         |                                   |        |                                         |                                         |

## Concejales electos
| N.º | Nombre                            | Lista | Lista      |
| --- | --------------------------------- | ----- | ---------- |
| 1   | Jorge Capa Carralero              |       | PSOE       |
| 2   | Marta Cumbreño Sánchez            |       | PSOE       |
| 3   | José Ángel Parrilla Molero        |       | PP         |
| 4   | Isidoro García Bravo              |       | PSOE       |
| 5   | Begoña Gutiérrez Paloma           |       | Cs         |
| 6   | Beatriz Hernando Guajardo-Fajardo |       | Podemos    |
| 7   | Isabel María Sánchez Olmedo       |       | PSOE       |
| 8   | Sergio Yáñez Esteban              |       | PSOE       |
| 9   | José María Chamorro Quijorna      |       | Vox        |
| 10  | Daniel Hernanz Díaz               |       | PP         |
| 11  | Luis Manuel Polanco Zurrón        |       | UPYD       |
| 12  | Daniel Romero Martos              |       | PSOE       |
| 13  | Juan Antonio Carrera Muñoz        |       | Cs         |
| 14  | Milagros Lobete Cardeñoso         |       | Podemos    |
| 15  | Antonio Plaza Toledo              |       | PSOE       |
| 16  | Montserrat García Naranjo         |       | Más Madrid |
| 17  | Yolanda Cortés García             |       | PSOE       |
| 18  | María Paz Ropero González         |       | PP         |
| 19  | Juana Iris Álvarez Ruiz           |       | PSOE       |
| 20  | Francisco Eugenio Muñoz Alonso    |       | Cs         |
| 21  | José Javier Santiago Hernández    |       | PSOE       |